# Mesabolivar mairyara
Mesabolivar mairyara là một loài nhện trong họ Pholcidae. Loài này được phát hiện ở Brasil.